# Crinodes bellatrix
Crinodes bellatrix är en fjärilsart som beskrevs av Cramer-stoll 1781. Crinodes bellatrix ingår i släktet Crinodes och familjen tandspinnare. Inga underarter finns listade i Catalogue of Life.